# هارفي كليفورد
هارفي كليفورد هو متزحلق جبال الألب كندي، ولد في 18 سبتمبر 1926 في Oak Point, Manitoba ‏ في كندا، وتوفي في 13 يناير 1982.

## وصلات خارجية
- هارفي كليفورد على موقع اللجنة الأولمبية الدولية (الإنجليزية)
- هارفي كليفورد على موقع أوليمبيديا (الإنجليزية)
- هارفي كليفورد على موقع اللجنة الأولمبية الكندية (الإنجليزية)